# (2974) Holden
(2974) Holden (1955 QK) – planetoida z pasa głównego asteroid okrążająca Słońce w ciągu 3,52 lat w średniej odległości 2,31 j.a. Odkryta 23 sierpnia 1955 roku.